# 정사암
정사암(政事巖)은 백제가 정쟁을 하거나 재상을 뽑던 바위이다.
백제 말기의 수도인 사비 부근 호암사(虎巖寺)에 정사암이란 바위가 있어, 국가에서 재상을 선정할 때 당선 자격자 3~4인의 이름을 봉함하여 바위 위에 두었다가 얼마 후에 열어서 이름 위에 인적(印蹟)이 있는 자를 재상으로 선출하였다 한다. 또한 가끔씩 정사암에서는 격한 정쟁도 했던 것으로 보인다. 

## 같이 보기
- 화백
- 제가